# Duisburg-Walsum
Walsum ist der nördlichste Stadtbezirk der Stadt Duisburg mit 50.791 Einwohnern. Die ehemalige Stadt Walsum gehörte bis zum 31. Dezember 1974 zum Kreis Dinslaken.

## Geographie

### Räumliche Lage
Walsum liegt am unteren Niederrhein im Nordwesten des Ruhrgebietes und ist seit 1975 der nördlichste Stadtbezirk von Duisburg. Walsum wird im Westen durch den Niederrhein, im Norden durch die Stadt Dinslaken, im Osten durch den Oberhausener Stadtteil Holten und im Süden durch den Duisburger Stadtbezirk Hamborn begrenzt.

### Stadtteile

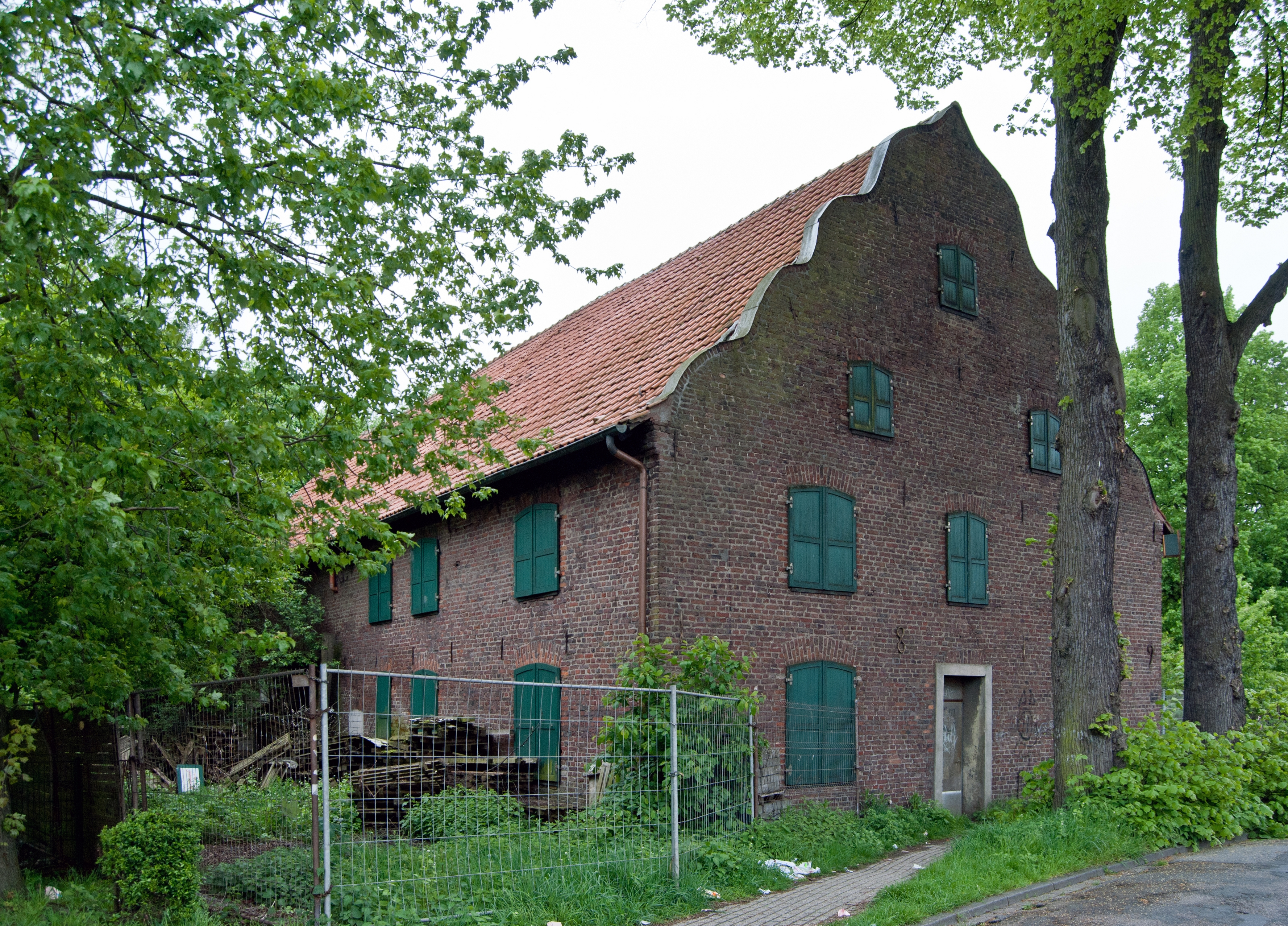
Das Wohngebäude mit angrenzendem Wirtschaftsgebäude von 1819 mit spätbarockem Giebel des ehemaligen Vierlindenhofes, der zum Namensgeber des auf seinen Ackerflächen entstandenen Stadtteils wurde. Das Anwesen brannte am 17. Mai 2012 nieder und wurde im Februar 2014 komplett abgerissen.

Der Stadtbezirk Walsum besteht aus sechs Stadtteilen mit folgenden Einwohnerzahlen:
- Alt-Walsum (4268 Einwohner)
- Aldenrade (13.988 Einwohner)
- Fahrn (7883 Einwohner)
- Overbruch (4953 Einwohner)
- Vierlinden (12.260 Einwohner)
- Wehofen (7405 Einwohner)

Quelle: Einwohnerstatistik der Stadt Duisburg, Stand 31. Dezember 2022.

## Geschichte
Der Name Walsum kann auf das 7./8. Jahrhundert als fränkische Ortsbezeichnung zurückgeführt werden. Urkundlich erwähnt wurde Walsum erstmals im 12. Jahrhundert. Der größte Entwicklungsschub kam mit der Industrialisierung in der zweiten Hälfte des 19. Jahrhunderts. Seit 1905 selbstständig, wurde Walsum im Jahre 1975 nach Duisburg eingemeindet.

### Vorgeschichte und Römerzeit
Bereits 2000 v. Chr. belegen erste Funde aus der Jungsteinzeit eine Ansiedlungsstätte. Man fand dort ein Steinbeil aus Quarzit, Feuersteinmesser und eine Feuersteinspitze. In der Bronzezeit um 800 v. Chr. wurden 34 Urnengräber einer urkeltischen Bauerngruppe angelegt.
Ungefähr ab dem Jahr 55 v. Chr. eroberten die Römer den linken Niederrhein. In Walsum fanden sich ein germanischer Brunnen mit Gefäßen, Schuhresten und römischen Münzen aus der Zeit um 160 bis 250 n. Chr. Um das Jahr 400 n. Chr. endete die Römerzeit am Niederrhein.

### Mittelalter
Nach dem Ende der Römerzeit wurde ein frühmittelalterliches Gräberfeld mit 44 Bestattungen mit Tongefäßen, Waffen und Gerätschaften aus Eisen angelegt. Es stammt aus der Zeit um 670 bis 740. Die Ausgrabung wurde 1933 beim Bau des Zechenhafens von dem Duisburger Archäologen Rudolf Stampfuß durchgeführt.
Etwa 200 Jahre später wurde im Jahre 980 die Bauerschaft „Aldenroda“ (Aldenrade) erstmals schriftlich erwähnt. Im Jahre 1144 wurde Walsum in einer Urkunde des Erzbischofs Arnold I. von Köln erstmals erwähnt: Alwardus und Wolfhildis erhalten einen Oberhof bei „Walsheim“.
Knapp 100 Jahre später, im Jahre 1250 erschien das Kirchspiel „Walsheim“ im Heberegister des Xantener Offiziums. Das Kirchspiel, das zum Dekanat Duisburg und Archidiakonat Xanten gehörte, umfasste ursprünglich das gesamte Gebiet der Walsheimer oder Walsumer Mark zwischen Rotbach, Rhein, Emscher, Fernewald und Klosterhardt. Etwas später folgte 1269 in einer Urkunde des Ritters Heinrich Stecke, Burgmann von Holten, die erste Erwähnung eines Walsumer Pfarrers: „Fredericus pastor ecclesiae de Walsheim“.
Die Edelfrau Mechthild von Holte schenkte 1281 dem Johanniterorden das Patronat der Kirche in „Walsem“. 1289 wurde die Gerichtsbarkeit „in Walshem“ durch Burkhard, genannt Stecke, an den Grafen Dietrich VI. von Kleve verkauft. Im Jahr 1292 erfolgte die Fertigstellung des Ordenshauses der Johanniter neben der Kirche, der spätere Kommlers Hof.
Nach langem Rechtsstreit zwischen den Johannitern und Graf Johann von der Mark wurde 1319 Holten vom Walsumer Kirchspiel abgetrennt und das Patronat der Johanniter an der Walsumer Kirche bestätigt. 1370 ist Constantinus Crone von Hysvelt als Inhaber der Höfe Ochtrop und Hückelhoven belegt; Johann Ingen Lohe wurde 1490 Herr auf Haus Loh im Driesenbusch und Bernhard Hystvelt wurde 1492 Besitzer des Rittergutes Watereck.

### 16. bis 18. Jahrhundert
Im Jahre 1507 kam der römisch-deutsche König und spätere Kaiser Maximilian I. von Duisburg zu Pferde nach Walsum, um sich rheinabwärts nach Brabant einzuschiffen.

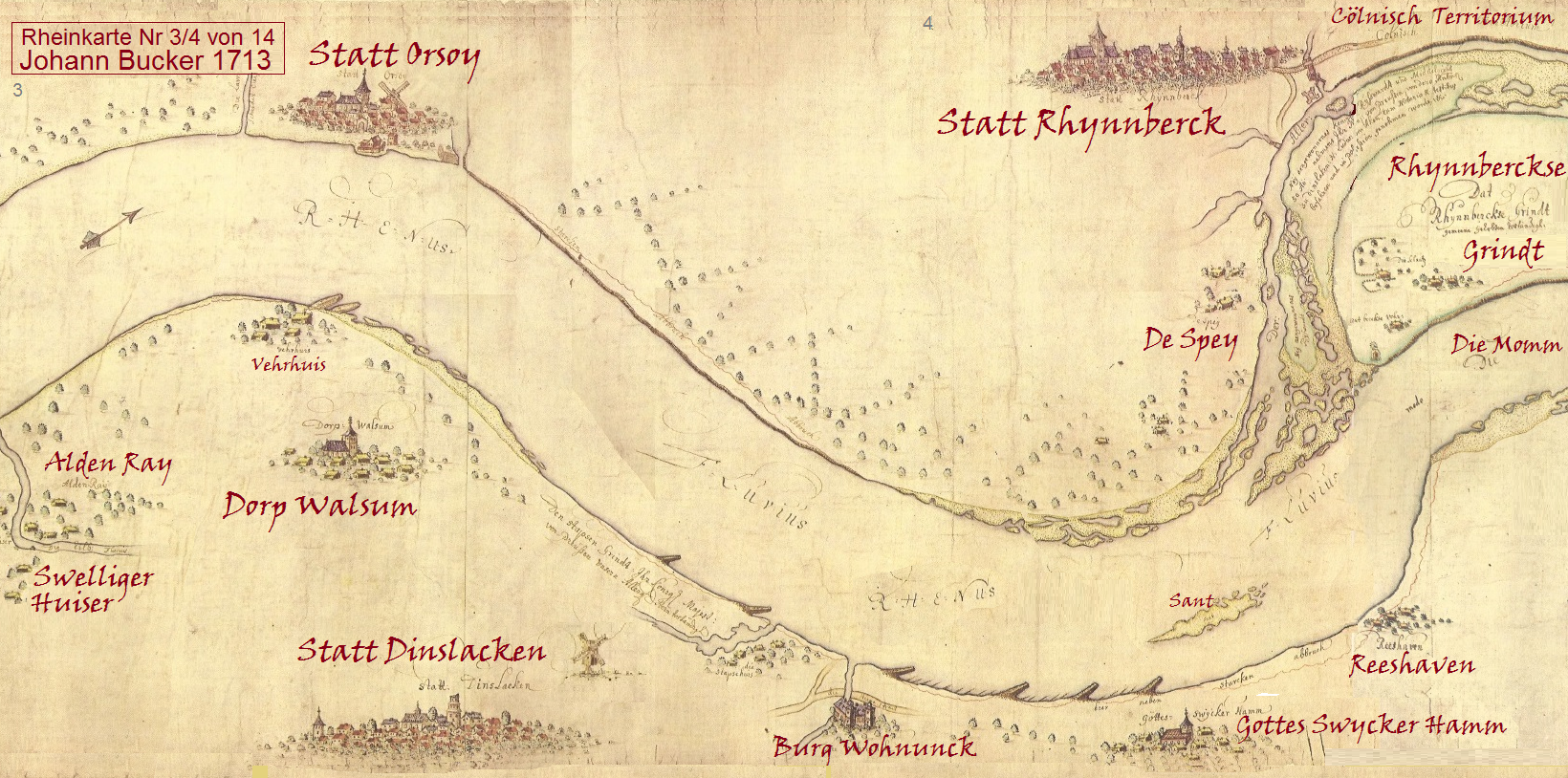
1713: Rheinverlauf von Walsum bis Rheinberg nach Johann Bucker

Der spanische Feldherr Francisco de Mendoza lag 1598 während des Achtzigjährigen Krieges mit 21.000 Fußsoldaten und 2500 Reitern vor der Festung Orsoy und vor Walsum, wo ein Lager mit Schanzen errichtet wurde. Eine von den Spaniern gebaute Schwimmbrücke über den Rhein wurde durch einen Sturm zerstört, woraufhin Mendoza mit der Belagerung von Rheinberg begann. In der Folgezeit des Krieges kam es 1601 zu großen Schäden durch Überfälle holländischer Söldner.
Eine Karte des Kartographen Johann Bucker aus dem Jahre 1713 zeigt das Dorf Walsum mit Kirche, das Fährhaus am Rhein und den Ortsteil Aldenrade. Zu dieser Zeit entsprach das Rheinbett bereits weitgehend dem heutigen Stromverlauf.
Seit 1611 wurde der Besitz der Johanniter in Walsum von der Kommende Herrenstrunden bei Bergisch Gladbach verwaltet; etwa 200 Jahre später fielen 1806 die Ländereien der Johanniter-Kommende in Walsum der Säkularisation zum Opfer. 1620 starb der letzte Johanniter in Walsum, der Hauskomtur und Pastor Heinrich Brinkmann. 1755 kam das Rittergut Haus Watereck in den Besitz des Senators Arnold Huyssen aus Essen.

### Industrialisierung im 19. Jahrhundert
In der zweiten Hälfte des 19. Jahrhunderts begann sich die dörfliche Struktur Walsums durch die Ausdehnung des Bergbaus und der Stahlindustrie nach Norden nachhaltig zu ändern. Industrielle und Firmen begannen Grundstücke aufzukaufen: die Gute-Hoffnungs-Hütte aus Oberhausen ab 1868, der Industrielle Julius Grillo ab 1869, der Industrielle Max Haniel ab 1871 sowie „Gewerkschaft Deutscher Kaiser“ unter der Leitung von August Thyssen ab 1896.
In den Jahren 1881 bis 1883 wurde in Alt-Walsum die baufällige St. Dionysius-Kirche aus dem 13. Jahrhundert aufgrund der stark steigenden Bevölkerungszahl abgebrochen und durch einen größeren neugotischen Backsteinbau des Kölner Architekten Heinrich Wiethase ersetzt.

### Beginn des 20. Jahrhunderts bis zum Kriegsende
Am 1. April 1905 wurde Walsum mit 5179 Einwohnern eine eigene Bürgermeisterei. Zum Ersten Bürgermeister wurde Johannes Hoeveler ernannt, er amtierte bis 1933. Im gleichen Jahr erfolgte die Gründung der Freiwilligen Feuerwehr Walsum-Aldenrade, die heutige Löschgruppe 401 der Feuerwehr Duisburg, und 1907 gründete sich der „TV Walsum-Aldenrade 07“. 1909 folgte die Gründung des Vereins „Spiel und Sport 09 Walsum“, heute „Sportfreunde Walsum 09“.

### Weimarer Republik
In der Endphase des Ersten Weltkrieges 1918 brach in Deutschland die Novemberrevolution aus, was zum Ende der Monarchie und zur Ausrufung der Republik am 9. November 1918 führte (→ Weimarer Republik). Diese ersten Jahre nach dem verlorenen Ersten Weltkrieg waren durch soziale und politische Spannungen geprägt. Während der März-Unruhen nach dem Kapp-Putsch im Jahre 1920 kamen ca. 30 Personen bei Kämpfen zwischen der „Roten Ruhrarmee“ und der Reichswehr ums Leben. In den Jahren 1923 bis 1925 war Walsum von belgischen Truppen besetzt (→ Ruhrbesetzung), um ausstehende Reparationszahlungen aufgrund des Friedensvertrages von Versailles durchzusetzen.
Die Industrialisierung schritt nach dem Ersten Weltkrieg weiter voran. Im Jahre 1921 errichtete die Gutehoffnungshütte Oberhausen die Rheinwerft Walsum in der Nähe des Südhafens, die sich zur leistungsfähigsten Flusswerft am Rhein entwickelte. Bis zur Schließung im Jahre 1982 wurden hier über tausend Fluss- und Spezialschiffe gebaut.
Aufgrund der weiter steigenden Bevölkerungszahlen, insbesondere durch Flüchtlinge aus dem besetzten Saargebiet, wurden ab 1921 neue Siedlungen in Vierlinden und in Overbruch („Weiße Siedlung“ ab 1932) gebaut.
1919 erfolgte die Gründung des Spielvereins Walsum 1919 und 1928 die DJK Vierlinden 1928.

### Zeit des Nationalsozialismus
1933 setzte das NS-Regime den langjährigen Bürgermeister Johannes Hoeveler ab. 1935 begann die August-Thyssen-Hütte den Bau der Eigenheimsiedlung „Rote Siedlung“ für ihre Arbeiter in den Hamborner Stahlwerken. 1939 wurde die Kohleförderung auf der Zeche Walsum begonnen. Der Schacht wurde als kriegswichtige Industrie planmäßig ausgebaut, auch unter Einsatz von zahlreichen Kriegsgefangenen und Zwangsarbeitern. 1942 flogen Bomber der Westalliierten erste Luftangriffe auf das Ruhrgebiet, darunter auch auf Walsumer Industriebetriebe. In diese Zeit fällt auch die Gründung der Freiwilligen Feuerwehr Walsum-Vierlinden, heute Löschgruppe 402.
Nach Bombenangriffen und Artilleriebeschuss überquerten am 24. März 1945 Truppen der Westalliierten den Rhein im Rahmen der „Operation Plunder“. Im Rahmen dieser Operation unternahm die 79. US-Infanteriedivision die Operation Flashpoint und eroberte Walsum.
Es war das Kriegsende für Walsum. Es waren etwa 309 zivile Opfer, etwa 150 Auswärtige und Zwangsarbeiter und etwa 880 gefallene Soldaten zu beklagen. Etwa 1600 Wohnungen wurden total zerstört und etwa 2200 Wohnungen erheblich oder mittelschwer beschädigt.

### Wiederaufbau nach dem Zweiten Weltkrieg bis 1958
Im Jahre 1949 begann mit dem Bau der „Dr. H. Barking-Siedlung“ an der Saarbrückener Straße der Wiederaufbau. 1950 folgte der Siedlungsbau am Franz-Lenze-Platz. Auf sportlichem Sektor erfolgte 1951 die Gründung des Kanuvereins Wassersportverein „Glück-Auf“ Walsum 1956 besuchte der damalige Bundeswirtschaftsminister Ludwig Erhard Walsum und weihte den Schacht „Wilhelm“ ein. Im selben Jahr erfolgte die Einweihung des „Franz-Hitze-Hauses“.

### Stadt Walsum 1958 bis 1975

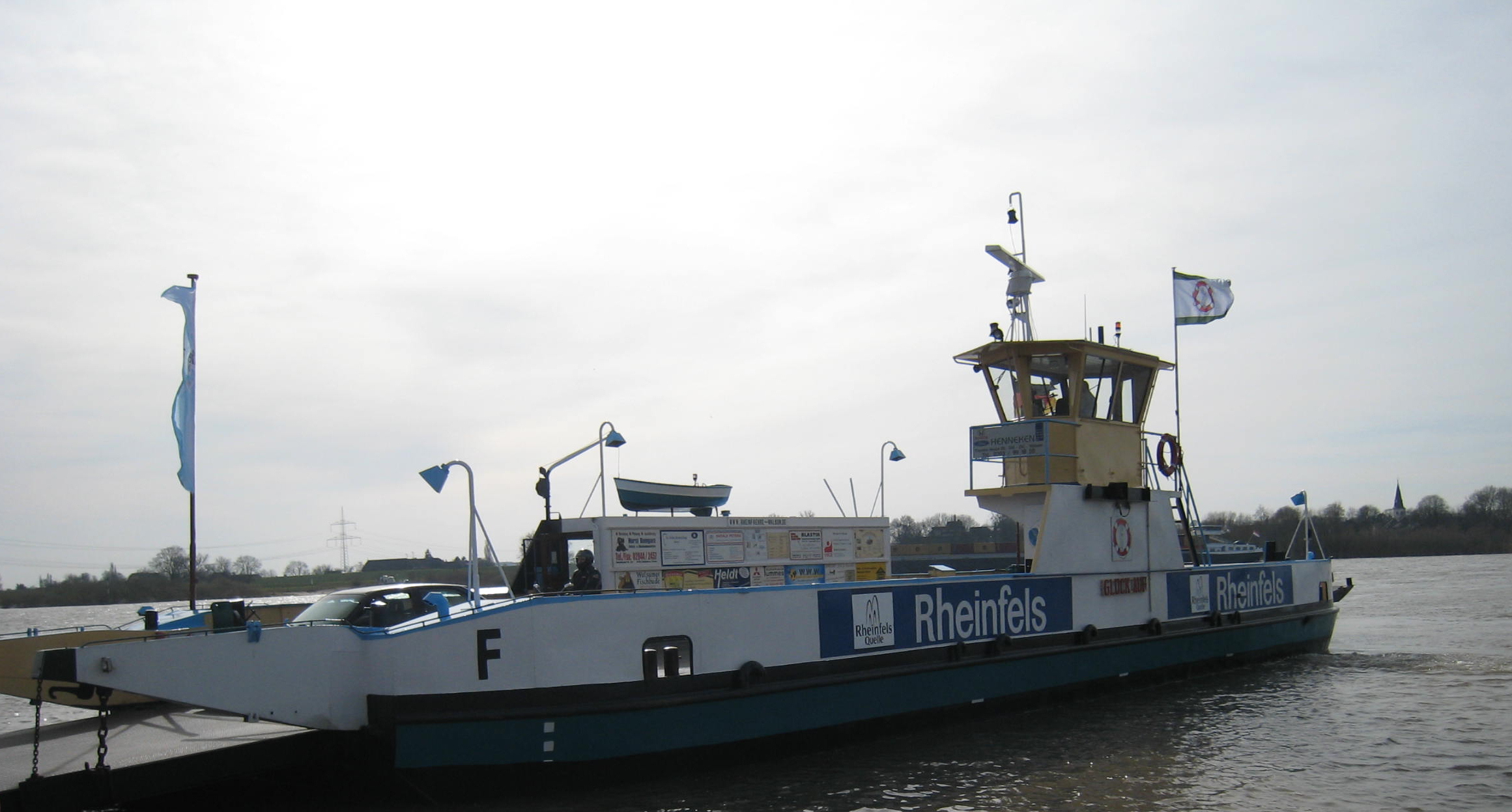
Rheinfähre Orsoy

Am 1. Juli 1958 erhielt die Gemeinde Walsum mit über 40.000 Einwohnern das Stadtrecht. Weitere Ereignisse dieses Jahres waren der Bau des Kraftwerkes am Schacht Walsum, der Stadtsparkassenneubau in Aldenrade, die Inbetriebnahme der Autofähre Orsoy–Walsum sowie die Einweihung der Fridtjof-Nansen-Realschule. Im Folgejahr wurde der Bau des Hallenbades an der Prinzenstraße abgeschlossen und der „1. Schwimmverein Walsum“ gegründet. 1961 kam der „1. Walsumer Judo Club“ hinzu. Im kulturellen Bereich wurde am 17. November 1967 der Neubau des Kopernikus-Gymnasiums seiner Bestimmung übergeben. 1974 folgten die Eröffnung des Allwetterbads und des Kulturzentrums mit großer Aula an der Stadthalle Walsum.

### Stadtbezirk Duisburg-Walsum seit 1975
Am 1. Januar 1975 endete mit dem Ruhrgebiet-Gesetz die Eigenständigkeit der Stadt Walsum. Sie wurde im Zuge der kommunalen Neugliederung in Nordrhein-Westfalen in die Stadt Duisburg eingemeindet. Der Walsumer Ortsteil Eppinghoven kam zur Stadt Dinslaken, während der westliche Teil des Hamborner Ortsteils Fahrn dem Stadtbezirk Walsum zugeordnet wurde.
Weitere Ereignisse waren:
- 1980 die Eröffnung des Jugendzentrums „Alte Schmiede“ in Wehofen
- 1984 der Neubau der Sparkasse am Kometenplatz
- 1985 der Neubau der Autobahn 59 bis zur Dr.-Hans-Böckler-Straße
- 1987 die Gründung der Gesamtschule Walsum
- 1991 die Gründung des Naturschutzgebietes „Rheinaue Walsum“
- 1993 die Fertigstellung des Neubaus des Rathauses Walsum als Sitz der Bezirksvertretung
- 1996 die Verlängerung der Autobahn 59 bis zur Dinslakener Stadtgrenze
- 1999 der Abbruch des Straßenbahndepots der DVG
- 2004 die Wahl des Wehofeners Adolf Sauerland (CDU) zum Oberbürgermeister von Duisburg
- 2006 die Grundsteinlegung im November zum Bau des umstrittenen 700 MW starken Kraftwerksblocks 10 durch die Steag
- 2008 die Fertigstellung des 181 Meter hohen Kühlturmes für den neuen Kraftwerksblock 10 im Juli
- 2008 die Schließung der Schachtanlage Walsum.

### Bevölkerungsentwicklung
Walsum war jahrhundertelang ein kleines Bauerndorf mit weniger als tausend Einwohnern. Erst ab dem 19. Jahrhundert stieg die Bevölkerungszahl langsam an. Mit Beginn der Industrialisierung des Ruhrgebietes Ende des 19. Jahrhunderts explodierten die Einwohnerzahlen: Zwischen 1880 und 1920 verdoppelte sich die Bevölkerungszahl alle zehn Jahre durch die Ansiedlung des Zellstoffwerkes 1897, dem Bau des Südhafens ab 1903, dem Bau der Rheinwerft der GHH 1921 und der Inbetriebnahme der Bergwerksschächte Wehofen 1913 und Walsum 1939. Eine zweite Zuzugswelle erfolgte nach Kriegsende 1945 durch Flüchtlinge, Vertriebene und Arbeitssuchende, die bei der zum Verbundbergwerk ausgebauten Zeche Walsum eine Anstellung fanden. Um 1976 wurde ein Höchstwert von fast 56.000 Einwohnern erreicht. Seitdem sinkt die Bevölkerungszahl langsam.
| Jahr | Einwohner |
| ---- | --------- |
| 1676 | ca. 500   |
| 1740 | ca. 600   |
| 1755 | ca. 625   |
| 1811 | 940       |
| 1850 | 1348      |
| 1880 | 1532      |
| 1900 | 3594      |
| 1910 | 7567      |
| 1920 | 16.236    |
| 1930 | 20.875    |
| 1945 | 23.149    |
| 1950 | 28.350    |

| Jahr/Datum        | Einwohner |
| ----------------- | --------- |
| 1. November 1960  | 44.682    |
| 6. Juni 1961      | 44.686    |
| 27. Mai 1970      | 48.783    |
| 1. Oktober 1970   | 49.087    |
| 31. Dezember 1976 | 55.957    |
| 31. Dezember 1985 | 52.856    |
| 31. Dezember 2005 | 51.885    |
| 31. Dezember 2010 | 50.681    |
| 31. Dezember 2012 | 50.166    |
| 31. Dezember 2013 | 49.981    |
| 31. Dezember 2014 | 49.918    |
| 31. Dezember 2015 | 50.229    |

| Jahr/Datum        | Einwohner |
| ----------------- | --------- |
| 31. Dezember 2016 | 50.768    |
| 31. Dezember 2017 | 50.809    |
| 31. Dezember 2018 | 50.604    |
| 31. Dezember 2019 | 50.489    |
| 31. Dezember 2020 | 50.344    |
| 31. Dezember 2021 | 50.395    |
| 31. Dezember 2022 | 50.757    |
| 31. Dezember 2023 | 50.791    |

Quellen: 1676–1755: Schätzung Bernhard Schleiken; 1811: Rudolf Stampfuß; 1850–1880: Heimatkalender des Kreises Dinslaken 1939, S. 84; 1900–1910: Volkszählungen des Deutschen Reiches; 1910–1960: Heimatkalender des Kreises Dinslaken 1939 bis 1961; 1961 und Mai 1970: Volkszählungsergebnisse; 1970: Stadt Walsum; ab 1976: Stadt Duisburg

## Bauwerke

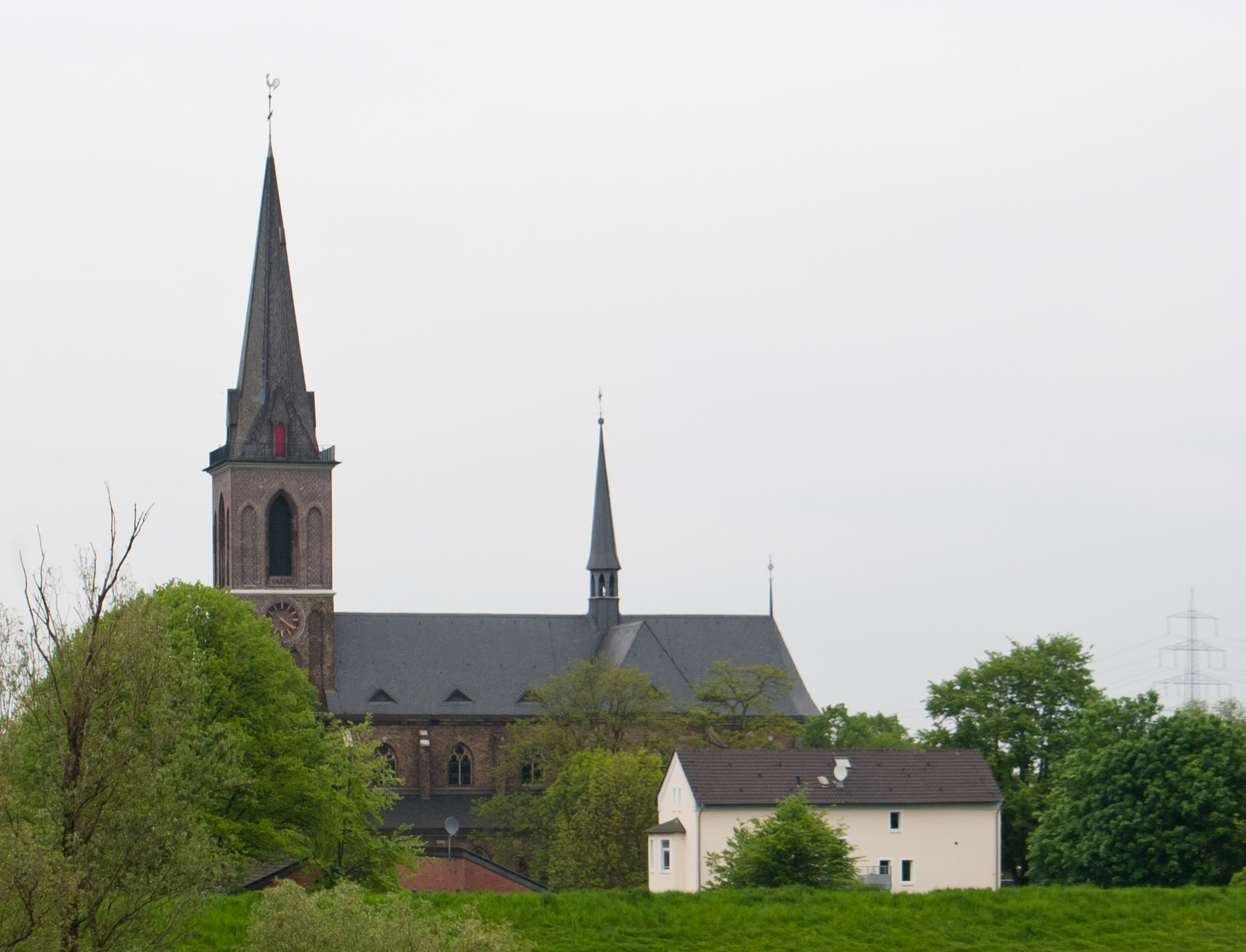
St. Dionysius

- Evangelische Kirche in Aldenrade, erbaut um 1905, mit Gemeindehaus von 1927 (denkmalgeschützt)
- katholische Pfarrkirche St. Josef, bis 1914 errichtete dreischiffige Basilika an der Kolpingstraße in Aldenrade
- Wacholderbrennerei Claus mit Gaststätte in Alt-Walsum, Teil der Route der Industriekultur
- katholische Pfarrkirche St. Dionysius, erbaut 1881–1883, Bau- und Bodendenkmal, in Alt-Walsum
- Kraftwerk und Zeche Walsum

## Wirtschaft

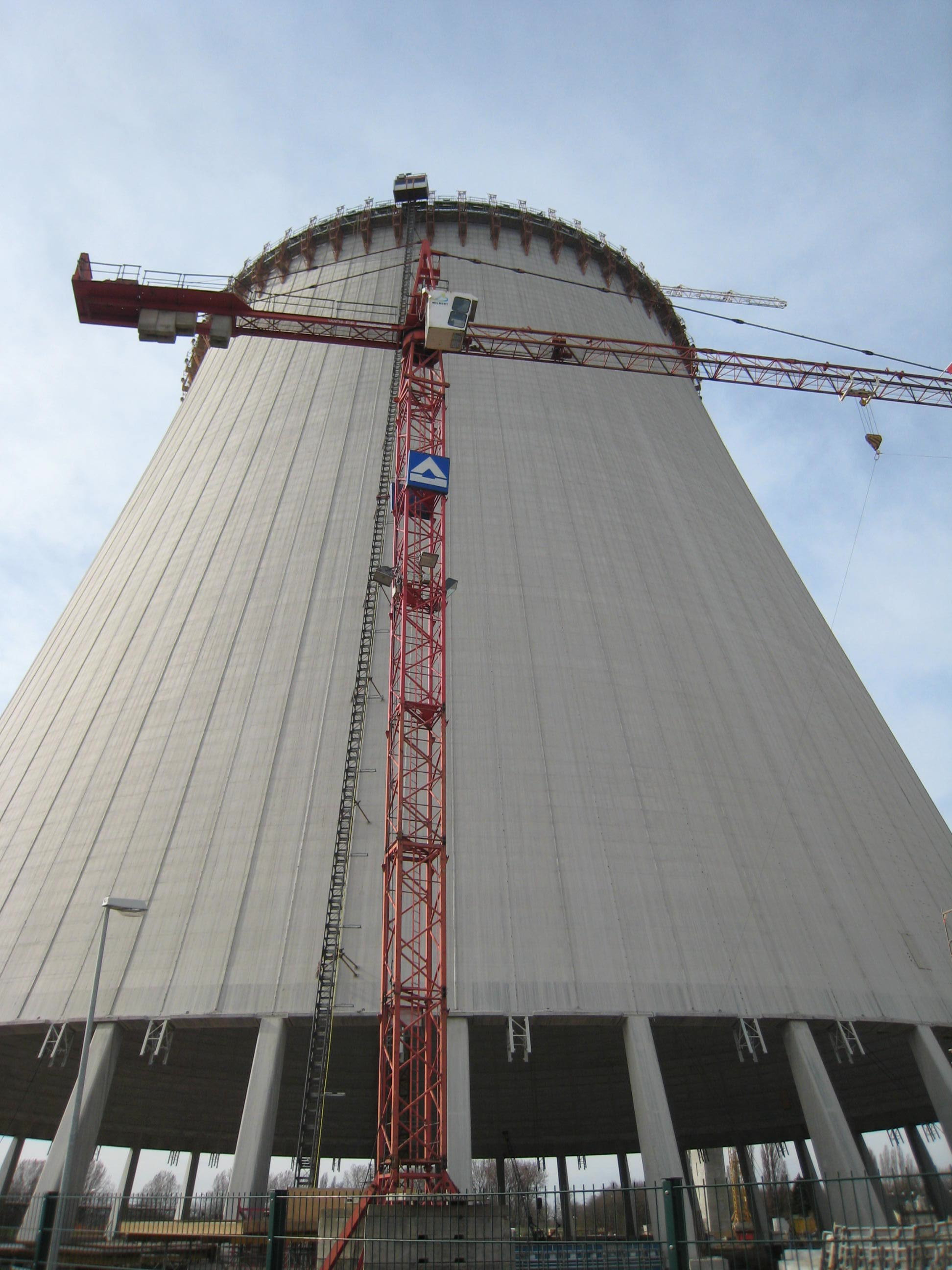
Kraftwerksneubau der Steag im März 2008

### Zellstoff- und Papiererzeugung
Als erstes Industrieunternehmen in Walsum wurde die Niederrheinische Zellstoff-Aktiengesellschaft im Jahre 1897 gegründet. 1903 übernahm die Aschaffenburger Zellstoff AG die insolvente Zellstofffabrik und baute das Werk planmäßig aus. Die Produktion betrug etwa 50.000 Tonnen Zellstoff pro Jahr. Am 1. Januar 1964 schloss das Zellstoffwerk aus wirtschaftlichen Gründen seine Tore.
Im Jahre 1962 baute Haindl Papier auf dem Gelände der Zellstofffabrik eine Papierfabrik und begann mit einer Papiermaschine (PM8) die Produktion von Tiefdruckpapier. 1972 und 1984 wurden zwei weitere Papiermaschinen mit je acht Metern Arbeitsbreite neu aufgestellt (PM10 und PM4). 1996 wurde die erste Papiermaschine PM8 stillgelegt, demontiert und in den Iran verkauft.
Haindl Papier verkaufte 2001 alle Papierfabriken des Unternehmens; das Werk Walsum wurde vom norwegischen Konzern Norske Skog übernommen. Bis 2013 wurden auf zwei Papiermaschinen pro Jahr ca. 435.000 Tonnen gestrichene Druckpapiere erzeugt.
Aufgrund der sinkenden Nachfrage von gestrichenen Druckpapieren legte Ende 2013 Norske Skog eine der beiden Papiermaschinen (PM4) still und senkte damit die jährliche Produktion auf ca. 220.000 Tonnen ab. Die Belegschaft wurde um etwa 200 Mitarbeiter reduziert. Am 5. Juni 2015 kündigte der Konzern an, wegen mangelnder Rentabilität auch die zweite Papiermaschine (PM10) stillzulegen und das Werk zu schließen, wovon 291 Arbeitsplätze betroffen waren. Während eines einjährigen Insolvenzverfahrens wurde das Werk unter dem Namen Papierfabrik Walsum weiter betrieben. Da jedoch kein Investor für die Papierfabrik gefunden werden konnte, wurde das Werk im Juni 2016 endgültig geschlossen. Kurze Zeit später wurde das komplette Fabrikgelände von der Duisburger Hafen AG gekauft, um dort ein weiteres Logistik-Zentrum – Logport VI – zu errichten. Bis zum Sommer 2019 wurden sämtliche Gebäude auf dem Gelände – Papiermaschinenhallen, Kläranlage, sowie Versorgungs- und Verwaltungsgebäude – abgerissen. Die stillgelegten Papiermaschinen PM4 und PM10 wurden demontiert und nach China verkauft.

### Schienenverkehr
Am 1. Mai 1900 wurden zwei Straßenbahnstrecken von Dinslaken über Walsum zum Bahnhof Neumühl sowie zwischen Aldenrade und Walsum-Dorf eröffnet. Betreiber war die Continentale Eisenbahn-Bau- und Betriebs-Gesellschaft in Berlin, ab 1911 die Kreis Ruhrorter Straßenbahn.
Mit dem Bau einer neuen rheinnahen Bahnnebenlinie von Oberhausen über Walsum und Voerde nach Wesel erhielt Walsum den Anschluss an das Eisenbahnnetz der Königlich Preußischen Staatsbahn. Der Bahnhof Walsum an der Ecke Bahnhofstraße/Römerstraße wurde am 15. Oktober 1912 eröffnet. Durch die Zerstörung der Brücke über den Lippe-Seitenkanal während des Zweiten Weltkrieges wurde der Durchgangsverkehr zwischen Spellen und Wesel dauerhaft unterbrochen.
Im Jahr 1983 wurde der Personenverkehr auf der Walsumbahn eingestellt und der Walsumer Bahnhof geschlossen. Die Bahnlinie wird heute vom Kohlekraftwerk Walsum sowie von den Unternehmen am Rhein-Lippe-Hafen südlich der Mündung des Wesel-Datteln-Kanals für den Gütertransport genutzt.
Heute stellt die Straßenbahnlinie 903 der Duisburger Verkehrsgesellschaft eine Verbindung nach Dinslaken (Bahnhof) und Duisburg-Marxloh, Hamborn, Meiderich (Bahnhof), Hauptbahnhof, Wanheimerort und Hüttenheim im Süden der Stadt her. Die Linie 903 ist die Hauptlinie des Duisburger Netzes und befördert den Höchstteil der Fahrgäste. Sie ist in Walsum das einzige schienengebundene Nahverkehrsmittel. Die nächstgelegenen Bahnhöfe mit Schienenpersonennahverkehr sind Oberhausen-Holten und Dinslaken an der Bahnstrecke Oberhausen–Arnhem. Während Dinslaken Bf umsteigefrei mit der Straßenbahnlinie 903 erreichbar ist, ist Oberhausen-Holten Bf nur mit Umstieg am Holtener Marktplatz (Linie 905/906 + Umstieg in Linie SB90 oder 954) erreichbar.

### Rheinhäfen
1903 bis 1905 wurde der Rheinhafen der Gutehoffnungshütte Oberhausen, der heutige Südhafen, als Werkshafen gebaut und 1922 durch ein zweites Hafenbecken erweitert. Heute gehört der Südhafen als Teil der Eisenbahn und Häfengesellschaft zum ThyssenKrupp-Konzern. Es werden ca. zwei Millionen Tonnen Waren pro Jahr umgeschlagen, überwiegend nässeempfindliche Fertigprodukte der Stahlindustrie.
Das Ortsbild wurde in den Jahren 1933 bis 1936 entscheidend verändert durch den Bau des Zechenhafens, heute Nordhafen Walsum, und der Aufschüttung des Rheindeiches. Bis zur Schließung des Bergwerks Walsum 2008 diente der Nordhafen überwiegend zum Abtransport von Exportkohle und von Bergehalde des Bergwerks. Der Hafen wurde von der Steag übernommen, die hier heute Importkohle für das Kohlekraftwerk Walsum umschlägt.

### Getränkegruppe Hövelmann
1905 erfolgte die Gründung des Familienunternehmens Hövelmann (Rheinperle Getränke) als Biergroßhandlung und Mineralwasserhersteller. Nach 1945 entwickelte die Familie unter Leitung des Gründers die Limonadenmarke Rheinperle, das erste nur mit Zucker gesüßte Fruchtsaftgetränk in Deutschland. Aus dem Familienunternehmen entstand einer der führenden deutschen Getränke-Distributoren.

### Bergbau
1909 begannen die Vorarbeiten für das spätere Bergwerk Walsum. Die erste Kohleförderung verzögerte sich durch den Ersten Weltkrieg und die Weltwirtschaftskrise bis 1939.
1913 begann die Kohleförderung auf Schacht Rhein 1/2 in Wehofen. Zeitgleich wurde die Bergmannssiedlung Wehofen gebaut. Während die Zeche Wehofen in der Weltwirtschaftskrise im Jahre 1928 geschlossen wurde, wurde das Bergwerk Walsum nach dem Zweiten Weltkrieg planmäßig zum Verbundbergwerk ausgebaut und entwickelte sich zu einer der modernsten Zechen Deutschlands. Im Zuge des Abbaus der Kohlesubventionen wurde das Bergwerk am 30. Juni 2008 geschlossen. Zuvor war der Standort wegen des Abbaus der Flöze unter dem Rhein und der in der Folge messbaren Bergschäden am Rheinufer stark umstritten.

### Kohlekraftwerk
Die Planungen für ein Kohlekraftwerk zur Eigenversorgung des Kohlebergwerks Walsum begannen im Jahre 1927 und wurden bis zur Inbetriebnahme des Bergwerks 1939 umgesetzt. Ab 1951 wurde das Kohlekraftwerk Walsum mit dem Ziel der Stromerzeugung für das öffentliche Stromnetz erweitert und modernisiert. Zurzeit sind in zwei Kraftwerksblöcken 560 MW Leistung in Betrieb. Die ursprünglich für Anfang 2010 geplante Inbetriebnahme des Blocks 10 mit 700 MW Leistung verzögerte sich bis ins Jahr 2013, da Materialfehler an Schweißnähten zur Undichtigkeit von Kesselrohren führten.
Steag nahm mit Block 9 am Ausschreibungsverfahren zur Reduzierung der Verstromung von Steinkohleanlagen und Braunkohle-Kleinanlagen zum Gebotstermin 1. September 2020 teil. Am 1. Dezember 2020 erhielt der Block nach dem Kohleverstromungsbeendigungsgesetz neben zehn weiteren Kohleblöcken einen Zuschlag, wodurch im Juli 2021 die Stilllegung erfolgte.

### Logistikzentrum Logport VI
2016 kaufte die Duisburger Hafen AG das knapp 40 Hektar große Gelände der ehemaligen Papierfabrik Walsum, um einen trimodalen (Schiff, Schiene, Straße) Logistikstandort „Logport VI“ zu errichten. Bis 2019 wurden sämtliche Gebäude und Einrichtungen einschließlich der Brusbachstraße abgerissen und planiert. Anfang 2020 gab der dänische Logistikkonzern DSV bekannt, auf 12 Hektar ein Distributionszentrum einzurichten. Bis Mitte 2021 wurde eine 56.000 m² große Lagerhalle gebaut. Ende 2020 kündigte die dänische Groß-Reederei Maersk an, auf dem Logport VI ein Vertriebs- und Logistikzentrum zu errichten. Es soll etwa 10 Hektar umfassen. Zur Entlastung der Walsumer Wohngebiete ist eine Umgehungsstraße von der Dr.-Wilhelm-Roelen-Straße bis zur Stadtautobahn A59 an der Anschlussstelle Fahrn geplant.

## Politik und Gesellschaft
Walsum gehörte als dörfliche Siedlung seit dem 13. Jahrhundert zum Land Dinslaken im Herzogtum Kleve. Dies wurde 1975 bei der Eingemeindung nach Duisburg in der kommunalen Gliederung nicht berücksichtigt. Im 19. Jahrhundert waren die Bauerndörfer Walsum und Hiesfeld Teil der Landbürgermeisterei Dinslaken, die vom Bürgermeister der Stadt Dinslaken geführt wurde. Walsum wurde in der Landbürgermeisterei von einem Ortsvorsteher vertreten.
Im Jahre 1905 trat Walsum aus der Landbürgermeisterei aus und wurde selbstständige Gemeinde mit eigenem Bürgermeister.
Nach dem Zweiten Weltkrieg wurde Walsum am 1. Juli 1958 aufgrund der Bevölkerungsentwicklung zur Stadt erhoben. 1975 erfolgte im Zuge der Kommunalreform in Nordrhein-Westfalen die Eingemeindung nach Duisburg. Der Stadtrat wurde durch einen Bezirksrat abgelöst.

### Ortsvorsteher bis 1905
- um 1848 Hermann Borgmann
- um 1867 H. Bienen
- um 1875 H. Hülsermann
- vor 1894 bis 1900 Georg Feldmann
- 1900 bis 1905 Hermann Claus[20]

### Bürgermeister der Gemeinde Walsum 1905–1958
- 1905 bis 1933 Johannes Hoeveler
- 1933 bis 1944 Fritz Lüttgens (NSDAP)
- 1944 bis März 1945 Heinz Stienen (NSDAP)
- März 1945 bis Mai 1945 Christian Pohlmann
- 1945 bis 1946 Carl Lomb (Zentrum)
- 1946 Josef Schmitz (SPD)
- 1946 bis 1947 Johannes Balthaus (Zentrum) (vertretungsweise)
- 1947 bis 1951 Johannes Faltinski (SPD)
- 1951 bis 1952 Carl Lomb (Zentrum)
- 1952 bis 1956 Johannes Faltinski (SPD)
- 1956 Johannes Peters (SPD)
- 1956 bis 1958 Gustav Stapp (SPD)[21]

### Bürgermeister der Stadt Walsum 1958–1974
- 1958 bis 1963 Gustav Stapp (SPD)
- 1963 bis 1964 Herwarth Dietrich (SPD)[22]
- 1964 bis 1967 Georg Matthae (SPD)
- 1967 bis 1973 Ernst Lapp (SPD)
- 1973 Bernhard Garden (CDU)
- 1973 bis 1974 Paul Degen (SPD)[23]

### Bezirksbürgermeister im Stadtbezirk Walsum seit 1975
- 1975 bis 1979 Heinrich Otto (SPD)
- 1979 bis 1994 Willy Bernarding (SPD)
- 1994 bis 2014 Heinz Plückelmann (SPD)
- seit 2014 Georg Salomon (SPD)[24]

### Bezirksvertretung Walsum
Die Bezirksvertretung des Stadtbezirks Walsum hat insgesamt 17 Mitglieder. Seit der letzten Kommunalwahl am 13. September 2020 setzt sie sich wie folgt zusammen:
- 7 Mitglieder der SPD
- 3 Mitglieder der JUDU[26]
- 2 Mitglieder der CDU
- 2 Mitglieder der Grünen
- 2 Mitglieder der AfD
- 1 Mitglied der Linken

Tagungsort der Bezirksvertretung Walsum ist das ehemalige Rathaus (jetziges Bezirksamt) im Stadtteil Aldenrade.

### Wappen
Blasonierung: „Unter silbernem Schildhaupt, darin die blau gekleidete, über dem roten abgetrennten Hals, golden nimbierte Büste des hl. Dionysius mit silbernem Pallium, die Rechte segnend erhoben, in der Linken das abgeschlagene, golden nimbierte Haupt mit Mitra, an der Teilungslinie in Rot ein unterhalbes silbernes Schildchen, überdeckt von einer goldenen Lilienhaspel.“
Der Bischof stellt den heiligen Dionysius von Paris, den Schutzpatron der Walsumer Kirche und einer der Vierzehn Nothelfer dar. Das Patronat des heiligen Dionysius kam bei den niederrheinischen Kirchen in der Zeit von 800 bis 1000 auf. Er ist stets leicht zu erkennen, da er als einziger Heiliger mit seinem Kopf in der Hand abgebildet wird. Das Glevenrad, die klevische Lilienhaspel, weist auf die frühere Zugehörigkeit Walsums zum Herzogtum Kleve hin.
Als Vorlage für das Walsumer Stadtwappen wurde das älteste bekannte Schöffensiegel des Walsumer Gerichts von 1426 genommen, das heute im Landesarchiv Nordrhein-Westfalen Abteilung Rheinland in Duisburg liegt. Der Düsseldorfer Heraldiker Wolfgang Pagenstecher entwarf das Wappen, das am 28. April 1928 vom preußischen Staatsministerium durch seinen Ministerpräsidenten Otto Braun genehmigt wurde. 1939 wurde der Heilige Dionysius im Schildhaupt auf Betreiben der Nationalsozialisten durch ein halbes Zahnrad ersetzt, mit dem Bergbausymbol „Schlägel und Eisen“ ergänzt und genehmigt. Nach dem Zweiten Weltkrieg wurde das alte, seit 1426 überlieferte Wappen mit dem heiligen Dionysius wieder übernommen.

## Persönlichkeiten mit Ortsbezug
- Heribert Barking (* 25. Juli 1912 in Gelsenkirchen; † 20. September 1992 in Zug in der Schweiz), Bergwerksdirektor des Walsumer Bergwerkes
- Willy Bartock (* 2. Januar 1915 in Duisburg-Hamborn; † 19. März 1995 in Walsum), Arbeiter-Schriftsteller, Kulturbeauftragter des Bergwerks Walsum
- Bärbel Bas (* 3. Mai 1968), Politikerin (SPD), MdB und Präsidentin des 20. Bundestags
- Hildegard Bienen (* 17. September 1925 in Walsum; † 20. März 1990 in Hamminkeln-Marienthal), Künstlerin und Bildhauerin
- Heinrich Bongartz (* 31. Januar 1892 in Walsum; † 23. Januar 1946 in Rheinberg), dekorierter Jagdflieger im Ersten Weltkrieg
- Austen Peter Brandt (* 1952 in London), evangelischer Pfarrer in Aldenrade, Träger des Bundesverdienstkreuzes
- Udo di Fabio (* 26. März 1954 in Walsum), Jurist, 1999–2011 Richter des Bundesverfassungsgerichts
- Brigitte Hahn (* 4. März 1964 in Walsum), Opernsängerin (Sopran)
- Reiner Hollmann (* 30. September 1949), Fußballspieler und -trainer
- Helmut Jochems (1927–2007), ordentlicher Professor für Didaktik der Englischen Sprache, geboren in Walsum[27]
- Herbert Kraft (* 5. Juni 1938 in Walsum; † 26. April 2025 in Münster), 1972–2003 Professor für Neuere deutsche Literaturgeschichte in Münster
- Barbara Krott (* in Walsum), Theaterleiterin, Bühnen- und Kostümbildnerin
- Adolf Kuhlmann (* 1903 Walsum), Kraftsportartist[28]
- Franz Kuhlmann (* 1901 Walsum; † 13. Oktober 1979 Mülheim/Ruhr), Kraftsportartist[29]
- Sören Link, (* 1976 Hamborn, in Walsum aufgewachsen und lebend), SPD-Landtagsabgeordneter (2005–2012), seit 2012 Oberbürgermeister von Duisburg
- Frank Patalong (* 16. März 1963 in Walsum), deutscher Journalist
- Hans Poetschki (* 14. Januar 1928; † 30. September 1997), Schulleiter, Politiker (CDU) und Landrat
- Wilhelm Roelen (* 8. Juli 1889 Mariadorf bei Aachen; † 22. Mai 1958 Mülheim/Ruhr), Generaldirektor des Walsumer Bergwerkes
- Georg Rosenthal (* 27. Dezember 1946 in Duisburg, in Walsum aufwachsend), Politiker (SPD), 2008–2013 Oberbürgermeister von Würzburg, 2013–2018 Abgeordneter im bayrischen Landtag
- Adolf Sauerland (* 4. Juni 1955 in Wehofen), Politiker (CDU), 2004–2012 Oberbürgermeister von Duisburg
- Franz Schlagermann (* 12. März 1865 in Sterkrade; † 1. Februar 1929 in Walsum), erster Arzt in Walsum, 1909–1929 Leiter des St.-Camillus-Hospitals
- Emil Schmalohr (* 21. Mai 1927; † 26. Juni 2018 in Berlin), Psychologe
- Helmut Schorsch (* 14. März 1932 in Walsum; † 2. Februar 2024 in Walsum), Heimatforscher, Träger des Verdienstordens des Landes Nordrhein-Westfalen
- Heinrich Theißelmann (* 15. Februar 1882 in Seppenrade; † 21. Juli 1969 in Walsum), 1927–1969 Pfarrer der St.-Dionysius-Pfarrei, Träger des Bundesverdienstkreuzes
- Mathias Thesen (* 29. April 1891 in Trier-Ehrang; † 11. Oktober 1944 KZ Sachsenhausen), Gewerkschafter, Betriebsratsvorsitzender des Walsumer Hafenbetriebes, Reichstagsabgeordneter der KPD und Widerstandskämpfer
- Ansgar Wallenhorst (* 1967 in Walsum), Kirchenmusiker, Konzertorganist und Theologe
- Hartmut Werner (* 18. Juli 1949 in Walsum), Fußballspieler
- Patrick Wiencek (* 22. März 1989 in Duisburg, in Walsum aufgewachsen), deutscher Handballnationalspieler[30]